# Felicity Lott
Dame Felicity Ann Emwhyla Lott, DBE (Cheltenham, Gloucestershire, 8 de maig de 1947) és una soprano anglesa, coneguda familiarment com a Flott.
Va començar els estudis de piano a l'edat de cinc anys i als dotze va començar a estudiar cant. La seva intenció era ser intèrpret de llengües i en la dècada de 1960 va estudiar francès i llatí a la Universitat de Londres. Però durant una estada a França, on va passar un any a Voiron, prop de Grenoble, i feia d'ajudant d'anglès en un institut, va matricular-se de cant en el Conservatori de Grenoble i la professora que va tenir va encoratjar-la perquè continués amb el cant. Lott va decidir tornar a Londres per estudiar a la Royal Academy of Music, on es va graduar amb premi extraordinari.
Va debutar l'any 1975 amb el paper de Pamina en La flauta màgica de Mozart en l'Òpera Nacional Anglesa. L'any següent va aparèixer en l'estrena de We Come to the River, de Henze, a la Royal Opera House Covent Garden i va iniciar la seua relació amb el Festival de Glyndebourne.
També ha cantat opereta, per exemple el paper protagonista de La vídua alegre de Franz Lehár en el Festival de Glyndebourne de 1993, o la Rosalinde de Die Fledermaus, el 1999 o els papers protagonistes de La Belle Hélène i La Grande-Duchesse de Gérolstein d'Offenbach (2004-2005).
S'ha fet una reputació internacional com a cantant de concert i ha col·laborat amb els millors directors. Té una especial predilecció pel repertori de les mélodies franceses, on confessa que se sent més còmoda. També li agrada interpretar els lieder alemanys i la cançó anglesa, particularment per l'obra de Benjamin Britten.
El seu acompanyant al piano des dels seus anys d'estudiant ha estat Graham Johnson, qui el 1976 va fundar Songmakers' Almanac, amb l'objectiu de difondre música vocal d'àmbits poc coneguts, amb acompanyament de piano. Felicity Lott en va ser membre des de l'inici. També ha fet concerts amb la mezzosoprano irlandesa Ann Murray, el baríton Thomas Allen i la mezzosoprano australiana Angelika Kirchschlager. Ha enregistrat el Rèquiem en re menor de Mozart amb l'Orquestra Filharmònica de Londres.
El seu debut a Barcelona va ser l'any 1982, en què va cantar l'oratori Les estacions, de Haydn, al Palau de la Música. El 2005 va oferir un concert a l'Auditori i el 2022, en el Museu de la Música, va impartir unes masterclasses a estudiants becats per la Fundació Victoria de los Ángeles i amb la col·laboració de l'Escola Superior de Música de Catalunya (ESMUC).
És considerada la més francòfila de totes les cantants de parla anglesa, i entre les moltes distincions que ha rebut destaquen els títols d'Officier de l'Orde de les Arts i les Lletres (1990) i de Chevalier de la Legió d'Honor de la República Francesa (2001). És també Dama de l'Orde de l'Imperi Britànic (1996) i ha rebut sengles doctorats Honoris causes de les Universitats de Sussex, Loughborough, Oxford i el Conservatori Reial d'Escòcia. Va cantar en la boda del príncep Andreu l'any 1986. L'any 2003 va ser condecorada amb el títol de Bayerische Kammersängerin. L'any 2010 va rebre la Medalla Wigmore. L'any 2016 va el premi ICMA (International Classical Music Awards) al conjunt de la seva carrera musical que concedeixen un grup de crítics internacionals.
Està casada amb l'actor Gabriel Woolf; tenen una filla, Emily (n. 1984).